# Iwan Byrnew
Iwan Georgiew Byrnew, bułg. Иван Георгиев Бърнев (ur. 15 lipca 1973 w Dobriczu) – bułgarski aktor filmowy i teatralny. W swojej dotychczasowej karierze zagrał w ponad 40 filmach.

## Życiorys
Urodził się w Dobriczu, ale dorastał w Warnie. Studiował aktorstwo na Akademii Sztuk Teatralnych i Filmowych w Sofii. W 1996 uzyskał dyplom z pantomimy. Od 1998 pojawiał się na dużym ekranie. Był też członkiem zespołu teatru komedii w Sofii.
Przełomem w jego karierze była główna rola w czeskiej komedii Obsługiwałem angielskiego króla (2006) Jiřiego Menzla na podstawie powieści Bohumila Hrabala. Później wystąpił w nagradzanych filmach duetu reżyserskiego Kristina Grozewa-Petyr Wałczanow: Lekcja (2014) i Ojciec (2019). W obydwu partnerowała mu jego żona, Margita Goszewa, z którą ma syna.
Na swoim koncie Byrnew ma również role w takich filmach, jak m.in. Panna Zee (2005) Georgiego Djułgerowa, Kroki w piasku (2010) Iwajło Christowa czy Kierunki (2017) Stefana Komandarewa. Za kreację w hiszpańsko-bułgarskiej koprodukcji Wasyl (2022) zdobył wraz z partnerującym mu Karrą Elejalde nagrodę aktorską na MFF w Valladolid.